# (14392) 1990 RS6
A (14392) 1990 RS6 a Naprendszer kisbolygóövében található aszteroida. Henri Debehogne fedezte fel 1990. szeptember 11-én.

## Kapcsolódó szócikk
- Kisbolygók listája (14001–14500)